# Sande São Lourenço e Balazar
Sande São Lourenço e Balazar (oficialmente: União das Freguesias de Sande São Lourenço e Balazar) é uma freguesia portuguesa do município de Guimarães, com 6,46 km² de área e 1 584 habitantes (censo de 2021). A sua densidade populacional é 245,2 hab./km².

## História
Foi constituída em 2013, no âmbito de uma reforma administrativa nacional, pela agregação das antigas freguesias de São Lourenço de Sande e Balazar e tem a sede em Sande São Lourenço.

## Demografia
A população registada nos censos foi:
| Distribuição da População por Grupos Etários | Distribuição da População por Grupos Etários | Distribuição da População por Grupos Etários | Distribuição da População por Grupos Etários | Distribuição da População por Grupos Etários | Distribuição da População por Grupos Etários |
| -------------------------------------------- | -------------------------------------------- | -------------------------------------------- | -------------------------------------------- | -------------------------------------------- | -------------------------------------------- |
| Antes da agregação                           |                                              |                                              |                                              |                                              |                                              |
| Ano                                          | 0-14 anos                                    | 15-24 anos                                   | 25-64 anos                                   | >= 65 anos                                   | Total                                        |
| 2001                                         | 421                                          | 344                                          | 913                                          | 193                                          | 1871                                         |
| 2011                                         | 246                                          | 204                                          | 886                                          | 201                                          | 1537                                         |
| Após a agregação                             |                                              |                                              |                                              |                                              |                                              |
| Ano                                          | 0-14 anos                                    | 15-24 anos                                   | 25-64 anos                                   | >= 65 anos                                   | Total                                        |
| 2021                                         | 243                                          | 167                                          | 898                                          | 276                                          | 1584                                         |